# Juan Álvez
Juan Daniel Álvez Ortiz (Montevideo, Uruguay, 21 de agosto de 1983) es un futbolista uruguayo que juega como defensa en Fénix de la Primera División de Uruguay.

## Trayectoria
Debutó en el primer equipo de Wanderers en 2003 y tras afianzarse en el plantel en la temporada 2005-06 se mantuvo hasta ser traspasado a Liverpool en agosto de 2008. Habiendo disputado gran parte de los partidos del equipo, su ficha fue comprada en enero de 2012 por su representante, quien lo puso a préstamo en Peñarol. Luego de un año sin mucha participación, pasó a Fénix.

## Clubes
| Club      | País    | Año           | Partidos | Goles | Asistencias |
| --------- | ------- | ------------- | -------- | ----- | ----------- |
| Wanderers | Uruguay | 2003 - 2008   | 101      | 2     | ?           |
| Liverpool | Uruguay | 2008-2011     | 107      | 1     | ?           |
| Peñarol   | Uruguay | 2012          | 12       | 0     | 0           |
| Fénix     | Uruguay | 2013-presente | 378      | 4     | 8           |

## Palmarés

### Torneos nacionales
| Título              | Club    | País    | Año     |
| ------------------- | ------- | ------- | ------- |
| Campeonato Uruguayo | Peñarol | Uruguay | 2012-13 |